# Joubert Araújo Martins
Joubert Araújo Martins, mais conhecido como Beto (Cuiabá, 7 de Janeiro de 1975), é um ex-futebolista brasileiro que atuava como meia.
Destacou-se no futebol carioca, sendo um dos poucos jogadores que defenderam os 4 grandes clubes do Rio de Janeiro.

## Carreira

### Infância e Primeiros Passos no Futebol
Na infância e na adolescência, Beto foi office-boy, empacotador de supermercado e vendedor ambulante de picolé em Cuiabá.
No futebol, foi revelado nas categorias de base do Dom Bosco, de Cuiabá (MT). Em 1993, o clube participou de um torneio no estado do Rio de Janeiro. Quando Dom Bosco enfrentou o Botafogo-RJ, um olheiro do Botafogo-RJ se interessou por seu futebol. Como o Dom Bosco precisava de jogadores e material, o Botafogo ofereceu um goleiro e 50 pares de chuteiras para contratá-lo. O detalhe é que os 50 pares de chuteira foram pagos em 10 parcelas pelo próprio atleta.
| “ | "Isso virou uma história que até hoje me perguntam: "Beto, esse lance é verdade?" E o detalhe é que quem pagou (pelas chuteiras) fui eu, não foi nem o Botafogo. Paguei com meus primeiros salários. Parcelei o pagamento em dez vezes e fui pagando com muita felicidade, mas não doei para o clube (Clube Esportivo Dom Bosco, do Mato Grosso), que não me dava um real. Dei para o Jamil, que trabalha lá até hoje, carregando bola, chuteira, ajudando os garotos. É um cara que não teve reconhecimento de quase ninguém. Foi através das chuteiras que vim ao mundo do futebol." | ” |

### Botafogo-RJ
No alvi-negro carioca teve um início de carreira arrasador, sendo foi peça fundamental na conquista do Campeonato Brasileiro de 1995. Com isso, rapidamente chegou à Seleção Brasileira e, jogando como titular, fez parte da conquista do Torneio Pré-Olímpico das Olimpíadas de Atlanta, em 1996 (onde devido a uma contusão não pôde participar da equipe Olímpica), e da Copa América de 1999.

### Saída do Botafogo - Itália e Regresso ao Brasil
Esteve no Napoli, da Itália, na temporada 1996/97 e, no retorno ao Brasil, teve uma nada boa passagem pelo Grêmio, antes de ir para o Flamengo.

### Flamengo
No rubro-negro carioca, Beto ficou por quatro anos seguidos, interrompidos somente por uma curta estadia de seis meses no São Paulo, em 2000. O jogador fez parte da inesquecível conquista do tri-campeonato carioca do Flamengo sobre o Vasco, entre 1999 e 2001. Em 2000, com o título praticamente assegurado, Beto fez embaixadinhas no gramado, em clara provocação ao rival - na verdade foi uma resposta ao que o meia Pedrinho havia feito na final da Taça Guanabara.
Uma outra partida inesquecível foi o primeiro jogo da final da Copa dos Campeões de 2001, contra o São Paulo, quando Beto marcou um dos gols da vitória por 5 a 3 sobre a equipe paulista - e um de seus 32 marcados pelo Flamengo - em uma jogada em que ele invadiu a área e chutou de primeira.
| “ | "No Flamengo, eu vivi o auge da minha carreira porque em cinco anos no clube eu conquistei cinco títulos importantes e não perdi nenhuma final que disputei." | ” |

### Saída do Flamengo - Passagem pelos 4 Grandes do Rio e Futebol Japonês
No meio da temporada de 2002, Beto saiu do Flamengo e foi para o Fluminense, contudo, no início do ano seguinte, o jogador já havia acertado sua transferência para o Japão, quando foi jogar pelo Consadole Sapporo.
Voltou ao Brasil em 2003 para jogar pelo Vasco da Gama, fazendo com que Beto entrasse para a lista de jogadores que já vestiu a camisa dos quatro grandes clubes do Rio de Janeiro.
Em 2004, transferiu-se para o futebol japonês, aonde defendeu o Sanfrecce Hiroshima pelas duas temporadas seguintes. Não renovou  contrato com o clube japonês para a temporada 2007.
Acabou regressando ao Brasil, tendo assinado um contrato de seis meses com o Itumbiara, de Goiás. Em agosto, acertou sua ida para o Brasiliense, aonde permaneceu até o fim daquele ano.
No começo de dezembro, o jogador acertou seu regresso ao futebol carioca para 2008, jogando pelo Vasco da Gama. No início foi escolhido como titular por Romário e Alfredo Sampaio, mas com a chegada de Antônio Lopes o jogador perdeu espaço na equipe. A situação não mudou depois que Lopes deixou o cargo dando lugar a Tita e Beto continuou fora da equipe titular. Em Agosto, após faltar a uma semana de treinos, o jogador teve o seu contrato reiscindido pela nova diretoria do clube.

### Saída do Vasco e Fim de Carreira
No final de julho de 2009, Beto é contratado pelo CFZ Imbituba para a disputa do Campeonato Catarinense da Divisão Especial (2ª divisão). No quadrangular final da competição, Beto deixa o time alegando problemas particulares. Alguns dias após, o técnico do time Joceli dos Santos, afirma que Beto deixou o clube por problemas de indisciplina.

## Seleção Brasileira
Após se destacar no Botafogo, em 1995, Beto chegou à Seleção Brasileira e, jogando como titular, fez parte da conquista do Torneio Pré-Olímpico das Olimpíadas de Atlanta, em 1996 (onde devido a uma contusão não pôde participar da equipe Olímpica), e da Copa América de 1999.

### Gols
| “ | "Um gol que marcou bastante a minha carreira foi contra a Argentina, na final do Pré-olímpico. Estávamos perdendo por 2 a 0 e fiz o primeiro gol, de esquerda. O jogo acabou 2 a 2 e fomos campeões lá dentro. Esse gol marcou não só a mim, mas muita gente, que fala comigo: "Aquele gol contra a Argentina, hein? Que chutão!" E eu não chutava a gol (risos). O Zagallo que martelou isso na minha cabeça. Quando o treino acabava, eu tinha a mania de ir logo tomar banho, e o Zagallo falava: "Pode voltar". Ficávamos o Danrlei, que era o goleiro, e eu treinando finalização. Fui pegando e, desses treinamento, comecei a fazer gol de fora da área. Passei a ver que, quando você trabalha um pouco mais, consegue êxito." | ” |

|   | Data       | Equipe                   | Resultado | Adversário                  | Gols    | Estádio                            | Competição                    | Ref. |
| - | ---------- | ------------------------ | --------- | --------------------------- | ------- | ---------------------------------- | ----------------------------- | ---- |
| 1 | 03/03/1996 | Brasil Olímpico (Sub-23) | 3 x 1     | Uruguai Olímpico (Sub-23)   | 1 (3-0) | Estádio Mundialista, Mar del Plata | Torneio Pré-Olímpico          |      |
| 2 | 06/03/1996 | Brasil Olímpico (Sub-23) | 2 x 2     | Argentina Olímpica (Sub-23) | 1 (1-2) | Estádio Mundialista, Mar del Plata | Final do Torneio Pré-Olímpico |      |

## Características
Beto não foi nenhum craque genial. Mas sua disposição e sua segurança no meio-de-campo acabaram lhe proporcionando várias convocações para a Seleção Brasileira.
Jogador de técnica mediana e muito pulmão, ele costuma se movimentar bem pelo meio de campo. Seu forte sempre foi a marcação pelo lado direito, mas também sabia chegar na frente para chutar. Teve problemas com a fama de boêmio, por isso a alcunha "Beto Cachaça".
Em 08/04/2020, seu filho mais velho, Joubert Martins Filho foi assassinado a tiros na zona norte do Rio de Janeiro.

## Estatísticas

### Flamengo
| Ano   | Jogos | Gols Marcados |
| ----- | ----- | ------------- |
| 1998  | 30    | 7             |
| 1999  | 50    | 5             |
| 2000  | 21    | 3             |
| 2001  | 58    | 15            |
| 2002  | 18    | 2             |
| Total | 177   | 32            |

## Títulos
Botafogo
- Campeonato Brasileiro: 1995
- Campeonato da Capital: 1995
- Taça Cidade Maravilhosa: 1996
- Liga Nacional Futebol 7: 2012
- Mundialito de Futebol 7: 2012

Grêmio
- Taça Hang Ching China 1998

Flamengo
- Campeonato Carioca: 1999, 2000 e 2001
- Taça Guanabara: 1999 e 2001
- Taça Rio: 2000
- Copa Mercosul: 1999
- Copa dos Campeões: 2001

Fluminense
- Campeonato Carioca: 2002

Vasco da Gama
- Taça Rio: 2004

Seleção Brasileira
- Copa América: 1999
- Torneio Pré-Olímpico: 1996